# Thrillington
 Thrillington  ist das erste Solo-Studioalbum von Paul McCartney, das er unter einem Pseudonym veröffentlichte. Gleichzeitig ist es das neunte Album von Paul McCartney nach der Trennung der Beatles. Das Album erschien am 29. April 1977 in Großbritannien und am 16. Mai 1977 in den USA.

## Entstehung
Kurz nach der Veröffentlichung von Ram beauftragte Paul McCartney den Arrangeur Richard Hewson damit, eine orchestrale Fassung des Albums Ram im Big-Band-Sound zu verfassen und diese aufzunehmen. Richard Hewson wirkte zuvor bereits als Arrangeur beim Album Let It Be der Beatles mit. Die Aufnahmen fanden vom 15. bis 17. Juni 1971 in den Londoner Abbey Road Studios statt, Paul McCartney produzierte die Aufnahmen lediglich. Die Kernband – bestehend aus Vic Flick an der Gitarre, Herbie Flowers am Bass, Steve Grey am Klavier, Roger Coulan an der Orgel und Jim Lawless und Clem Cattini am Schlagzeug – nahm die Backing Tracks für jeden der Lieder während einer Vormittags- und Nachmittagssession am 15. Juni auf. Am Abend wurden die Streicher aufgenommen. Bei einer Vormittagssession am 16. Juni kamen Holzbläserinstrumente hinzu, ebenso wie die männlichen Sänger auf Ram On. An dem Nachmittag fügte die französische Vokalgruppe The Swingle Singers für fünf Lieder ihren Gesang hinzu, und am Abend wurden weitere Streicher und Blockflöten – letztere von der Carl Dolmetsch Family gespielt – aufgenommen. Der letzte Aufnahmetag war der 17. Juni, an dem Blechbläserparts im Studio Eins der Abbey Road Studios hinzugefügt wurden. Die Abmischung des Albums erfolgte von Tony Clark und Alan Parsons am 18. Juni 1971. Das Album endete mit dem Geräusch der Toiletten in der Abbey Road. McCartney fand, dass der Klang der perfekte Abschluss von The Back Seat Of My Car sein sollte.
Paul McCartney entschied, das Album nicht unter seinem Namen, sondern unter dem Pseudonym Percy „Thrills“ Thrillington, zu veröffentlichen. Für diese Person wurde laut Pressetext eine fiktive Lebensgeschichte geschrieben.
Das fertige Album erschien allerdings erst am 29. April 1977 in Großbritannien (16. Mai 1977 in den USA) unter dem Titel Thrillington. Es konnte sich nicht in den Charts platzieren und die Herstellung wurde relativ zeitnah nach der Veröffentlichung eingestellt, sodass sich das Album in späteren Jahren zu einem begehrten Sammlerobjekt entwickelte.
Der Covertext wurde von Clint Harrigan geschrieben, der auch schon den Covertext für das erste Album der Wings, Wild Life, verfasste, auch hinter diesem Pseudonym verbarg sich Paul McCartney.

## Covergestaltung
Das Cover entwarfen Hipgnosis und Jeff Cummins.

## Titelliste
Seite 1
1. Too Many People – 4:29
2. 3 Legs – 3:41
3. Ram On – 2:49
4. Dear Boy – 2:50
5. Uncle Albert/Admiral Halsey – 4:56
6. Smile Away – 4:39

Seite 2
1. Heart of the Country – 2:26
2. Monkberry Moon Delight – 4:36
3. Eat at Home – 3:27
4. Long Haired Lady – 5:44
5. The Back Seat of My Car – 4:51

## Singleauskopplungen
Am 22. April 1977 wurde die Single Uncle Albert/Admiral Halsey / Eat at Home in Großbritannien veröffentlicht, die sich nicht in den Charts platzieren konnte.

## Wiederveröffentlichungen
- Am 1. Mai 1995 (USA: 20. Juni 1995) wurde das remasterte Album ohne Bonusstücke erstmals auf CD veröffentlicht.[2][3]
- Eine weitere Veröffentlichung erfolgte im Mai 2012 als Beilage zur Deluxe Edition des Albums Ram.
- Im März 2013 wurde das Album im Download-Format veröffentlicht.
- Am 18. Mai 2018 wurde das Vinyl-Album von Capitol Records, auf 180 Gramm rot-marmoriertem Vinyl gepresst, veröffentlicht,[4] weiterhin wurde auch die CD-Version mit einem sechsseitigen Begleitheft wiederveröffentlicht, die ein aufklappbares Pappcover hat.[5]